# Sud Aviation SE 210 Caravelle
De Caravelle (Frans voor karveel) is een Frans narrow-bodyvliegtuig dat door Sud Aviation werd gebouwd. Het was het eerste verkeersvliegtuig met straalaandrijving dat in Frankrijk was ontwikkeld en gebouwd. Er zijn in de periode 1958 tot 1972 282 Caravelles gebouwd.

## Geschiedenis

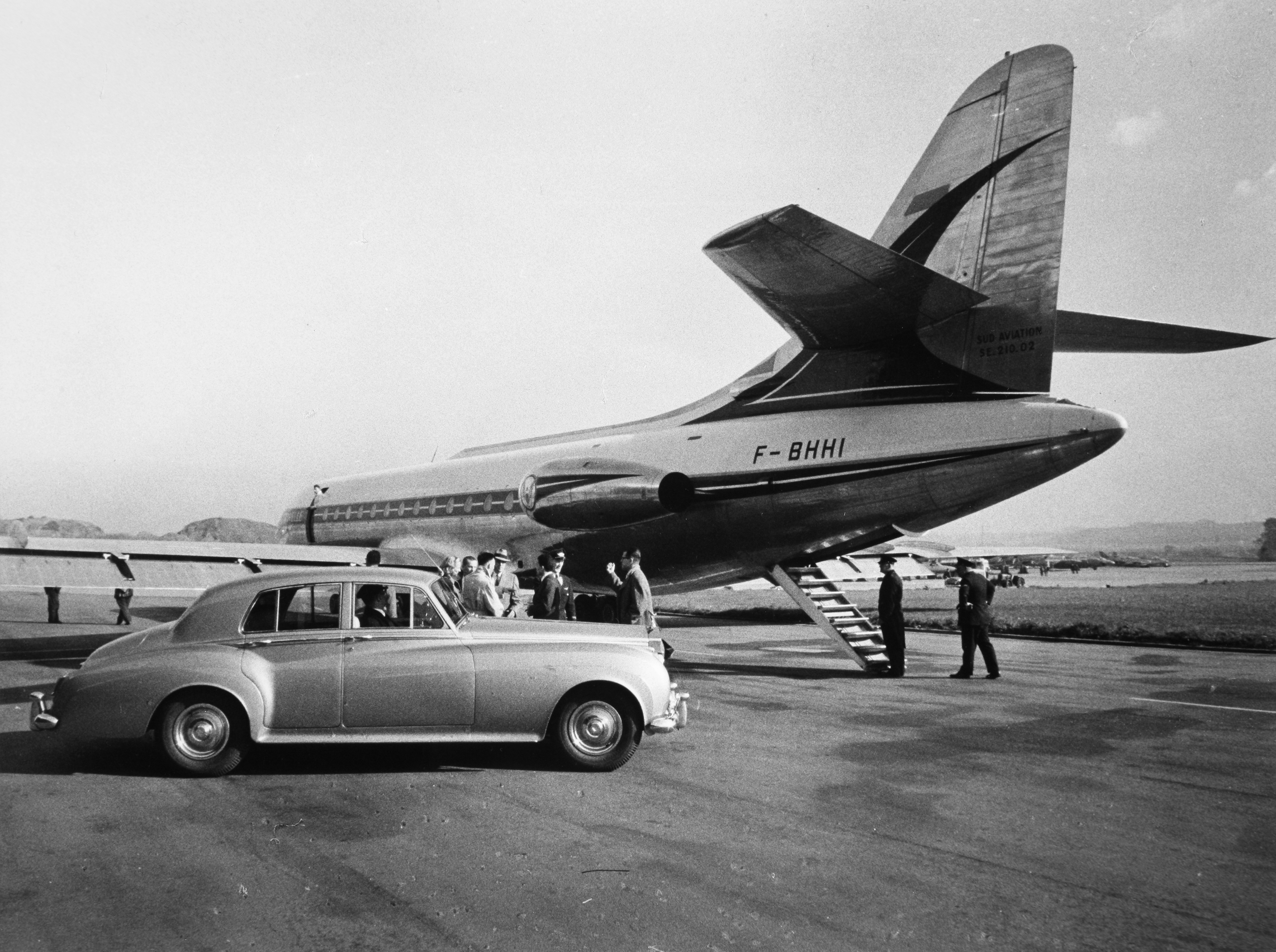
Het tweede prototype wordt geïnspecteerd door Charles de Gaulle in 1959.

Het vliegtuig werd ontwikkeld door SNCASE, een consortium van verschillende Franse vliegtuigbouwers. Omdat de regering in 1951 een verzoek had gedaan voor de ontwikkeling van een straalvliegtuig voor 55 tot 65 passagiers, een vliegbereik van 2000 kilometer en een kruissnelheid van 600 km/h. Voor de ontwikkeling werd samenwerking gezocht met het Britse De Havilland voor het ontwerp van de romp en Rolls-Royce Limited voor het gebruik van de Rolls-Royce Avonmotor. Tegen de tijd dat de Caravelle in productie ging was SNCASE opgegaan in Sud Aviation.
De eerste testvlucht vond plaats op 27 mei 1955 met een prototype dat genoemd was naar de echtgenote van Charles de Gaulle. Het eerste toestel werd in 1959 in gebruik genomen door Scandinavian Airlines. Het was het standaard-passagiersvliegtuig voor Europese lijndiensten van Air France. Andere grote afnemers waren Swissair en Finnair. De Caravelle werd door vele maatschappijen ingezet voor lijn- of chartervluchten en Caravelles werden zelfs naar de Verenigde Staten geëxporteerd. Sabena had vanaf 1961 een aantal Caravelles van het type VI in dienst. Ze werden ingezet voor korte tot middellange vluchten in Europa. In de jaren zeventig had het Nederlandse Transavia Caravelles in haar vloot om passagiers te vervoeren naar vakantiebestemmingen zoals Spanje.
Vanaf 1960 werd gewerkt aan de Super-Caravelle, een supersonische versie bedoeld voor de middellange afstand. Deze is nooit in productie genomen omdat Sud Aviation vanaf 1962 deel ging nemen in het ontwikkelen van de Concorde en omdat er geen markt bleek te bestaan voor supersonische vliegtuigen op kortere afstanden. Om die reden werd de naam Super-Caravelle vanaf 1964 gebruikt voor de grote versies van de gewone Caravelle.

## Ontwerp

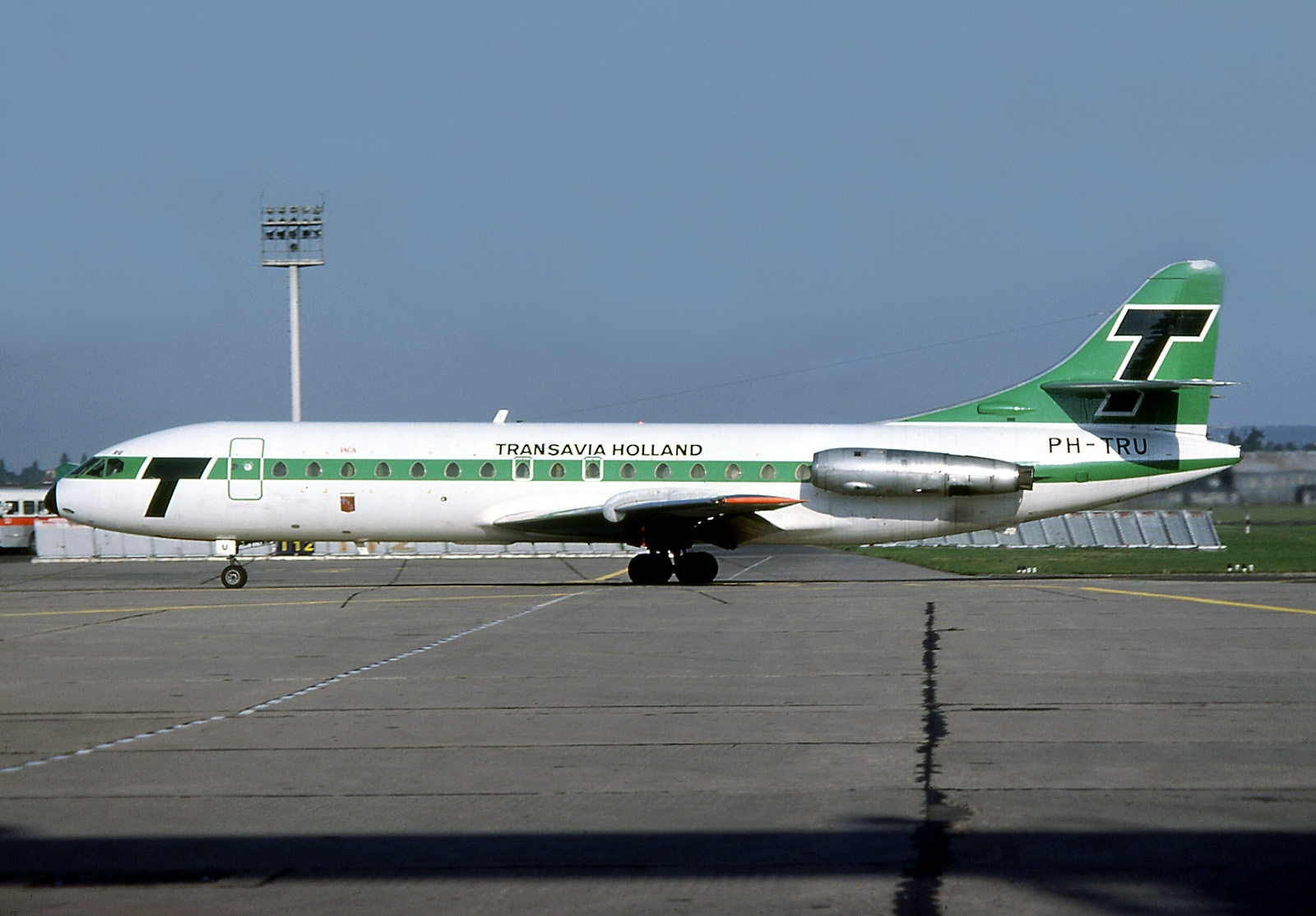
Een Caravelle van Transavia in 1975. Hier zijn de driehoekige ramen en de kruisstaart goed te zien.

Een Caravelle is een vliegtuig met twee motoren. De motoren bevinden zich niet aan de vleugel maar achter aan de romp, waardoor de passagiers minder last hebben van het motorlawaai. Dit ontwerp werd kenmerkend voor de Caravelle, zodat bij latere vliegtuigen als de Fokker F28 en de Douglas DC-9 soms wordt gesproken van "motoren in Caravelleopstelling". Omdat het stabilo zich niet in de uitlaat van de motoren mag bevinden, is het in het midden van het kielvlak geplaatst, een kruisstaart. Een Caravelle kon 90 tot 140 passagiers vervoeren. afhankelijk van de stoelopstelling.
Het ontwerp van de romp werd voor een deel geïnspireerd op de De Havilland Comet, waardoor de indeling van de ramen van de cockpit hetzelfde is. Een typisch kenmerk van de Caravelle waren de gebogen driehoekige ramen.

## Te bezichtigen exemplaren

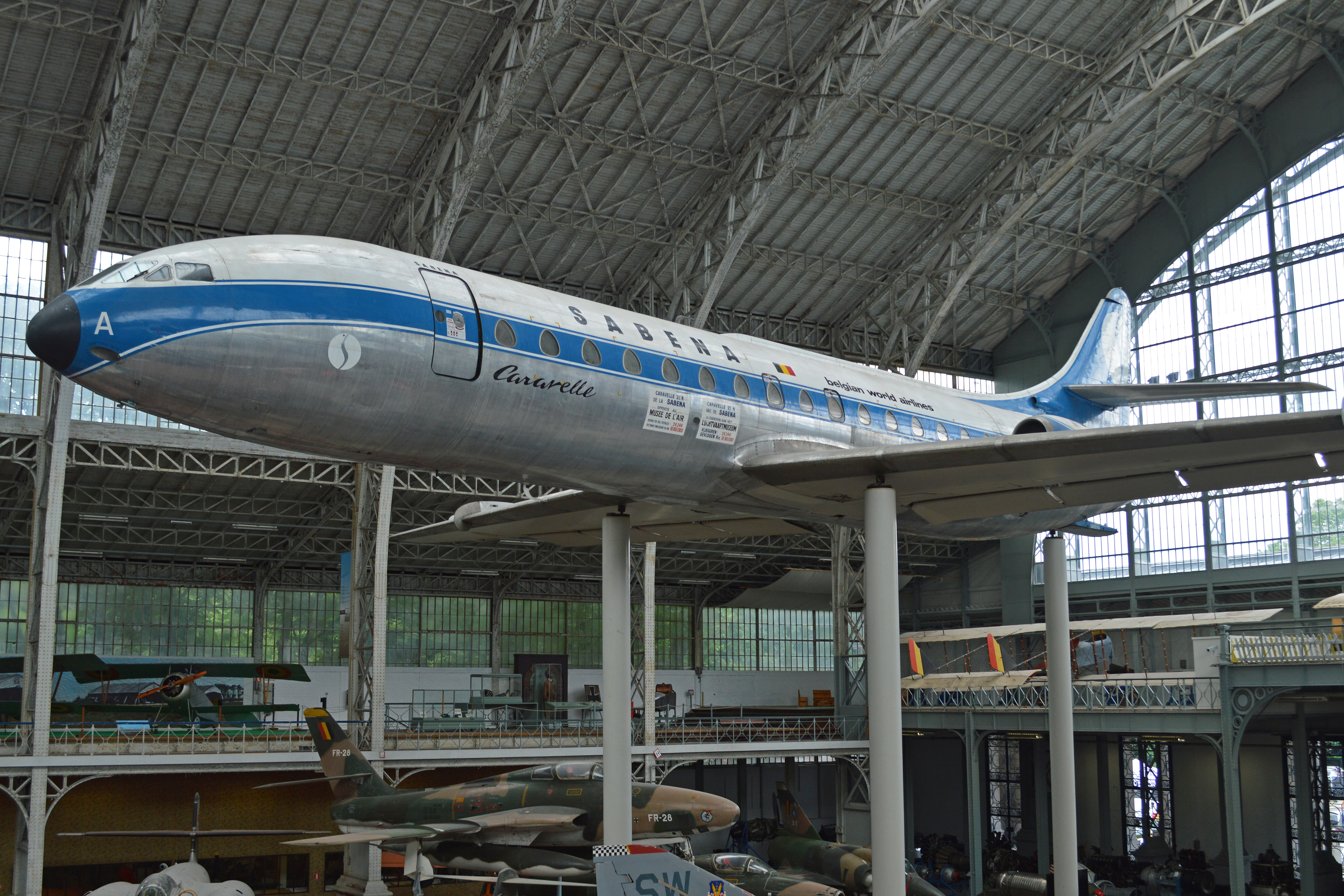
Een Caravelle van Sabena, tentoongesteld in luchtvaartmuseum in het Jubelpark te Brussel.

Het laatste toestel, met serienummer 280, werd in 1973 opgeleverd en staat nu bij Toulouse op een paal. In België bleef een Caravelle van de Sabena bewaard in het Luchtvaartmuseum aan het Jubelpark te Brussel. In Nederland staat een deel van een Caravelle (cockpit) opgesteld in het Luchtvaartmuseum Aviodrome in Lelystad.

## Types
| Type       | Eerste vlucht     | Totale lengte | Passagiers | Max. startgewicht | Motoren               | APU aanwezig | Aantal gebouwd |
| ---------- | ----------------- | ------------- | ---------- | ----------------- | --------------------- | ------------ | -------------- |
| Prototypes | 27 mei 1955       | 31,50 m       | 0          | 41 t              | RA-26 Mk.521          | Nee          | 2              |
| I          | 18 mei 1958       | 32,01 m       | 80         | 43,5 t            | RA-29 Mk.522 en 526   | Nee          | 20             |
| IA         | 11 februari 1960  | 32,01 m       | 80         | 43,5 t            | RA-29 Mk.522A en 526A | Nee          | 6              |
| III        | 30 december 1959  | 32,01 m       | 99         | 48 t              | RA-29 Mk.527 en 527B  | Nee          | 85             |
| VI-N       | 10 september 1960 | 32,01 m       | 99         | 50 t              | RA-29 Mk.531 en 531B  | Nee          | 52             |
| VI-R       | 6 februari 1961   | 32,01 m       | 99         | 51 t              | RA-29 Mk.532R en 533R | Nee          | 56             |
| VII        | 29 december 1960  | 32,01 m       | 99         | 48 t              | GE CJ805-23           | Ja           | 0              |
| 10A        | 31 augustus 1962  | 33,01 m       | 104        | 52 t              | GE CJ805-23C          | Ja           | 1              |
| 10B3       | 3 maart 1964      | 33,01 m       | 118        | 57 t              | P & W JT8D-7          | Ja           | 22             |
| 10R        | 18 januari 1965   | 32,01 m       | 99         | 54 t              | P & W JT8D-7          | Nee          | 20             |
| 11R        | 21 avril 1967     | 32,71 m       | 99         | 54 t              | P & W JT8D-7          | Ja           | 6              |
| 12         | 29 oktober 1970   | 36,24 m       | 140        | 58 t              | P & W JT8D-9          | Ja           | 12             |